# PRIDE.16
PRIDE.16（プライド・シックスティーン）は、日本の総合格闘技イベント「PRIDE」の大会の一つ。2001年（平成13年）9月24日、大阪府大阪市の大阪城ホールで開催された。海外PPVでの大会名は「PRIDE 16: Beasts from the East」。

## 大会概要
本来は前大会「PRIDE.15」で行われるはずだったマーク・コールマンvsアントニオ・ホドリゴ・ノゲイラが今大会で実現。試合はノゲイラがコールマンをその技術力で完全に支配し、1R後半に腕を決めて一本勝ち。「柔術マジシャン」の強さを世に知らしめることになった。
UFCのレジェンドであり、当時新日本プロレスで活躍していたドン・フライがPRIDEに初参戦を果たした。また、アブダビコンバット王者のヒカルド・アローナ、ムリーロ・ニンジャ、セーム・シュルトら後のビッグネーム達がPRIDEに初参戦した。

## 試合結果
第1試合 PRIDEルール 1R10分、2R・3R5分
○  ゲーリー・グッドリッジ vs.  谷津嘉章 ×
1R 3:03 TKO（タオル投入：フロントチョーク）
第2試合 PRIDEルール 1R10分、2R・3R5分
○  アスエリオ・シウバ vs.  山本憲尚 ×
1R 0:11 TKO（レフェリーストップ：マウントパンチ）
第3試合 PRIDEルール 1R10分、2R・3R5分
○  ムリーロ・ニンジャ vs.  松井大二郎 ×
3R 0:51 TKO（レフェリーストップ：踏みつけ）
第4試合 PRIDEルール 1R10分、2R・3R5分
○  ヒカルド・アローナ vs.  ガイ・メッツァー ×
3R終了 判定2-1
第5試合 PRIDEルール 1R10分、2R・3R5分
○  セーム・シュルト vs.  小路晃 ×
1R 8:19 KO（スタンドパンチ連打）
第6試合 PRIDEルール 1R10分、2R・3R5分
○  ドン・フライ vs.  ギルバート・アイブル ×
1R 7:27 失格（サミングによる反則）
第7試合 PRIDEルール 1R10分、2R・3R5分
○  アントニオ・ホドリゴ・ノゲイラ vs.  マーク・コールマン ×
1R 6:10 腕ひしぎ三角固め